# تشارلي إليسون
تشارلي إليسون (26 يناير 1991 في المملكة المتحدة - ) (بالإنجليزية: Charlie Ellison)‏ هو لاعب كريكت بريطاني. لعب مع نادي الكريكت في جامعة أكسفورد ‏.

## وصلات خارجية
- تشارلي إليسون على موقع إي آس بي آن كريك إنفو (الإنجليزية)